# Verner Järvinen
Venne »Verner« Järvinen, finski atlet, * 4. marec 1870 Ruovesi, Finska, † 31. januar 1941, Tampere, Finska.
Järvinen je nastopil na treh Poletnih olimpijskih igrah, v letih 1906 v Atenah, kjer je na kasneje nepriznanih igrah s strani Mednarodnega olimpijskega komiteja osvojil zlato in bronasto medaljo, 1908 v Londonu, kjer je osvojil bronasto medaljo v metu grškega diska, ter 1912 Stockholmu.
Tudi njegovi sinovi Kalle, Aki in Matti so bili atleti.